# 強制通用力
強制通用力（きょうせいつうようりょく）とは、貨幣において、額面で表示された価値で決済の最終手段として認められる効力。ただし、本来は"cours forcé"（兌換義務が停止された銀行券も法律により通用力をもつとする効力）を強制通用力、"cours légal"（金銭債務の弁済として受領が強制される効力）を法定通用力と区別され、日本では一般的に強制通用力が法定通用力の意味で用いられているという指摘がある。

## 概説
強制通用力を与えられた通貨を法貨といい、主要国では中央銀行の発行する銀行券や政府の発行する貨幣（硬貨）がこれにあたる。
強制通用力を認められた貨幣による決済は、額面で表示された価値の限度で最終的な決済と認められ、受け取る相手側はこれを拒否できないことが国家により保証されている。
一般的に取引で強制通用力を有する貨幣が支払手段として機能するのは、貨幣には富として蓄えられる価値の保蔵という機能があるからであり、また、強制通用力を有する貨幣には誰にでも受け取ってもらえるであろうという一般受容性が認められるためとされる。
中央銀行の銀行券が市中流通において求められる要件として、使用者側からは堅牢性（流通適性、耐久性）、安全性（衛生的、環境特性）、利便性（機械処理適性、インフラ維持）、社会的受容などの要件があり、強制通用力はユニバーサルデザインなどとともに社会的受容に含まれる。
法貨の受領強制については国や時代によって異なり、日本の現行制度などでは債権者が受け取らない場合には民法上の受領遅滞になるという私法上の効果にとどまるが、フランス刑法典のように法貨の受領拒否に対して刑事罰を科すことができる規定をもつ国（刑法典（Code pénal）R642-3条）もある。過去の例では、13世紀の中国で皇帝の発行した紙幣の受領拒否が死刑とされた例があるほか、フランスではアッシニア紙幣の受領拒否に対して20年間の拘禁または死刑が定められた例、米国で独立戦争時に大陸紙幣の受領拒否を敵対行為として処罰対象とした例がある。
なお、日本やイギリスなどの国々では、支払方法について当事者間で別段の合意をすることは有効である。

## 欧米地域の法貨

### 英国
強制通用力は、英国において1844年のピール銀行条例でイングランド銀行券に世界で初めて認められたとされる。
英国ではイングランド銀行券がイングランドおよびウェールズで法貨とされている（Currency and Bank Notes Act 1954, c.12, s. 1(2)）。また、金貨は無制限に、また国王が布告するその他の貨幣（硬貨）は一定限度額まで法貨とされている（Coinage Act 1971, c. 24, ss. 2, 3）。

### 米国
米国では連邦準備券と貨幣（硬貨）は、すべての債務、公課、租税、関税について法貨とされている（31 U.S.C.§5103）。連邦準備券（Federal Reserve notes）は連邦準備銀行の銀行券に相当する。
なお、同条（31 U.S.C.§5103）では、連邦準備銀行および国法銀行の流通券（circulating notes）も法貨とされているが、連邦準備銀行券（federal reserve bank notes）は1945年に、国法銀行券（national bank notes）は1935年に発行が停止されている。

## 日本での法制度
日本では、法定通貨として日本銀行券および貨幣（いわゆる硬貨）の2種類の現金通貨が発行されている。紙幣である日本銀行券には無制限の強制通用力がある。法令上の「貨幣」、すなわち通貨の単位及び貨幣の発行等に関する法律における「貨幣」は、額面価格の20倍までを限度として強制通用力が認められている。
強制通用力を有する貨幣、すなわち通貨による支払いは最終的なものであり、受取人は受け取りを拒否することができず、これにより決済は完了する（支払完了性）。前述の通り、仮に受取拒否した場合は民法上の受領遅滞となり、受取人（債権者）から支払人を債務不履行に問うことができなくなるなど、債権者側に対して不利な効果が生じることになる。

### 日本銀行券（日本銀行法）
日本銀行法46条2項により日本銀行券は「法貨として無制限に通用する」と規定されており、日本銀行券を用いた支払いに対して、相手方はその受取りを拒絶することができない。
なお、1997年改正前の旧日本銀行法でも日本銀行券は「公私一切ノ取引ニ無制限ニ通用ス」と規定されていた（29条2項）。
また、支払いに用いる日本銀行券は必ずしも現在発行中の最新の券種である必要は無く、旧紙幣でも有効なものであれば法貨として使用可能であり、無制限に強制通用力が認められる。具体的な有効券種は「日本銀行券#現在発行中の券」および「日本銀行券#現在発行されていないが有効な券」を参照。

### 貨幣（通貨の単位及び貨幣の発行等に関する法律）
法令上の「貨幣」、すなわち現在にあっては「通貨の単位及び貨幣の発行等に関する法律」の「貨幣」（一般には「硬貨」）については、同法第7条により、額面の20倍まで強制通用力を持つ。使用枚数が多いと受け取る側は計算や保管に手間がかかるため「額面価格の二十倍までを限り、法貨として通用する」とされている。
ただし、支払側と受領側の双方の合意の上で、額面の21倍以上の貨幣を使用することは差し支えない。
なお、臨時通貨法（昭和13年法律第86号）では、（補助）貨幣について、「五百円ノ臨時補助貨幣ハ一万円迄、百円ノ臨時補助貨幣ハ二千円迄、五十円ノ臨時補助貨幣ハ千円迄、十円ノ臨時補助貨幣ハ二百円迄、五円ノ臨時補助貨幣ハ百円迄、一円ノ臨時補助貨幣ハ二十円迄、……ヲ限リ法貨トシテ通用ス」（3条）と規定されていた（1987年に通貨の単位及び貨幣の発行等に関する法律により廃止）。
また、支払いに用いる貨幣は必ずしも現在発行中の最新の貨種である必要は無く、旧貨幣でも有効なものであれば法貨として使用可能であり、額面の20倍まで強制通用力が認められる。具体的な有効貨種は「日本の硬貨#現在発行中の硬貨」および「日本の硬貨#現在発行されていないが有効な硬貨」を参照。

### 民法との関係
民法第402条は第1項で「債権の目的物が金銭であるときは、債務者は、その選択に従い、各種の通貨で弁済をすることができる。ただし、特定の種類の通貨の給付を債権の目的としたときは、この限りでない。」、第2項で「債権の目的物である特定の種類の通貨が弁済期に強制通用の効力を失っているときは、債務者は、他の通貨で弁済をしなければならない。」と定めるが、これらの規定の「通貨」とは日本国内において強制通用力を有する銀行券および貨幣（硬貨）のことと解釈するのが学説上の一致した見解となっている。
日本での強制通用力の実定法上の根拠について、日本銀行法46条2項および通貨の単位及び貨幣の発行等に関する法律7条の規定と民法402条の関係には2つの考え方があるとされ、その一つは日本銀行法等の法貨を定める規定から直接強制通用力を生じる（民法402条1項はそれを前提に強制通用力に関わる詳細な事項を定める）と捉えるものと、もう一つは日本銀行法等で定められた法貨について強制通用力の具体的効果を民法402条1項で定めていると捉えるものがある。

### その他の法令
なお、債務弁済方法の指定については、法令により一定の制限（強行法規性）を持つ場合がある。例として、給与の支払いや税金の納付などがあげられる。
また、租税その他の公納、すなわち銀行などを介さない直接納付については、無制限の通用が認められている。

### 外国為替及び外国貿易法上の外国通貨及び金貨
外国為替及び外国貿易法では「外国通貨」を「本邦通貨以外の通貨」と定義しているが（第6条1項4号）、強制通用力のある通貨であれば、その輸入の目的が収集用又は記念用等で支払手段として使用しない場合であっても「外国通貨」として取り扱われる（「外国為替法令の解釈及び運用について」6-1-8）。また、同法では「貴金属」を「金の地金、金の合金の地金、流通していない金貨その他金を主たる材料とする物」と定義し（第6条1項10号）、このうち「流通していない金貨」については、強制通用力のある金貨のうち、その額面金額を超える価額で取引されるものを含まれるとされている（「外国為替法令の解釈及び運用について」6-1-10）。

### キャッシュレス決済との関係
近年、キャッシュレス決済の浸透により、キャッシュレス決済限定で現金支払いお断りの店舗が存在する。
これが可能なのは、民法第521条第1項において「何人も、法令に特別の定めがある場合を除き、契約をするかどうかを自由に決定することができる」と定められているためである（契約自由の原則）。即ち店舗が「現金不可（電子マネーのみ）」や「キャッシュレス決済限定」のように支払いの条件を店頭に表示している場合、お客はそれを了承したうえで売買契約を成立させていると解され、支払い方法を限定することが可能となっている。なお、こういった事前合意が無い場合は、通貨の強制通用力により現金支払いを拒むことはできない。

## 通貨の流通性と強制通用力
1950年代から1960年代にかけて、兌換が停止された不換銀行券も依然として信用貨幣であるとする信用貨幣説（岡橋保など）と、それ以後は国家の強制通用力によって流通するという国家紙幣説（飯田繁、麓健一、三宅義夫など）が対立した（不換銀行券論争）。
1971年にアメリカ合衆国ドルの金交換が停止されたが、以後も引き続き国際通貨として機能しており、その説明に国家の強制通用力や国際的金融協力などによる説明が試みられたものの理論的閉塞の状況がみられた。その後は木下悦二によって世界貨幣と国際通貨は成立過程とその本質を異にするとの主張が出されている。